# Lee Smith (monteur)
Pour les articles homonymes, voir Smith et Lee Smith.
Lee Smith, né en 1960 à Sydney, est un monteur de films australien.

## Biographie
Il a commencé sa carrière comme assistant au montage sonore puis designer sonore avant de passer au montage. Il a notamment beaucoup collaboré avec les réalisateurs Peter Weir, pour les films État second (Fearless, 1993), The Truman Show (1998), Master and Commander (2003) et Les Chemins de la liberté (2010), et Christopher Nolan, pour les films Batman Begins (2005), Le Prestige (2006), The Dark Knight (2008), Inception (2010), The Dark Knight Rises (2012) et Interstellar (2014).
Il a remporté l'AFI Award du meilleur son pour Calme blanc (1989) et La Leçon de piano (1993), l'AFI Award du meilleur montage pour Two Hands (1999), le Critics' Choice Movie Award du meilleur montage pour Inception (2011) et l'EDA Awards du meilleur montage pour Dunkerque (2017).
Il a été nommé à l'Oscar du meilleur montage pour Master and Commander (2004) et The Dark Knight (2009), ainsi qu'au British Academy Film Award du meilleur son pour La Leçon de piano (1994) et au British Academy Film Award du meilleur montage pour The Dark Knight (2009) et Inception (2011). En 2018 il reçoit l'Oscar du meilleur montage pour le film Dunkerque.

## Filmographie

### Montage
- 1986 : Le Drive in de l'enfer (Dead End Drive-In) de Brian Trenchard-Smith
- 1987 : Hurlements 3 (Howling III) de Philippe Mora
- 1989 : Communion de Philippe Mora
- 1990 : RoboCop 2 d'Irvin Kershner
- 1992 : Turtle Beach de Stephen Wallace
- 1992 : Blinky Bill de Yoram Gross
- 1993 : État second (Fearless) de Peter Weir
- 1996 : Lilian's Story de Jerzy Domaradzki
- 1997 : Joey de Ian Barry
- 1998 : The Truman Show de Peter Weir
- 1999 : Two Hands de Gregor Jordan
- 2000 : Risk d'Alan White
- 2001 : Buffalo Soldiers de Gregor Jordan
- 2002 : Black and White de Craig Lahiff
- 2003 : The Rage in Placid Lake de Tony McNamara
- 2003 : Master and Commander : De l'autre côté du monde (Master and Commander: The Far Side of the World) de Peter Weir
- 2005 : Batman Begins de Christopher Nolan
- 2006 : Le Prestige (The Prestige) de Christopher Nolan
- 2008 : The Dark Knight : Le Chevalier noir (The Dark Knight) de Christopher Nolan
- 2010 : Inception de Christopher Nolan
- 2010 : Les Chemins de la liberté (The Way Back) de Peter Weir
- 2011 : X-Men : Le Commencement (X-Men: First Class) de Matthew Vaughn
- 2012 : The Dark Knight Rises de Christopher Nolan
- 2013 : Elysium de Neill Blomkamp
- 2013 : La Stratégie Ender (Ender's Game) de Gavin Hood
- 2014 : Interstellar de Christopher Nolan
- 2014 : Spectre de Sam Mendes
- 2017 : Dunkerque (Dunkirk) de Christopher Nolan
- 2019 : X-Men: Dark Phoenix de Simon Kinberg
- 2019 : 1917 de Sam Mendes
- 2022 : Empire of Light de Sam Mendes
- 2024 : Argylle de Matthew Vaughn
- 2024 : The Unholy Trinity de Richard Gray
- 2025 : Better Man de Michael Gracey

### Son
- 1978 : Little Boy Lost (assistant montage son), de Terry Bourke
- 1989 : Calme blanc (design sonore), de Phillip Noyce
- 1990 : Green Card (design sonore), de Peter Weir
- 1992 : Lorenzo (design sonore), de George Miller
- 1993 : La Leçon de piano (design sonore), de Jane Campion
- 1993 : État second (Fearless) (design sonore), de Peter Weir
- 1994 : Les Quatre Filles du docteur March (design sonore), de Gillian Armstrong
- 1996 : Portrait de femme (design sonore), de Jane Campion
- 1998 : The Truman Show (design sonore), de Peter Weir
- 1999 : Two Hands (design sonore), de Gregor Jordan
- 1999 : Holy Smoke (design sonore), de Jane Campion